# Myrcia matogrossensis
Myrcia matogrossensis là một loài thực vật có hoa trong Họ Đào kim nương.